# Lambert Rijkszoon Lustigh
Lambert Rijkszoon Lustigh (1656 - 1727) was schepen van Huizen en Goois oudheidkundige en kroniekschrijver.
Lustigh beschreef tussen 1707 en 1719 onder meer de ligging van het in de Zuiderzee verdronken plaatsje Oud-Naarden:
"... sie daar heeft de kercke gestaan, en daar heeft de ring van den kerckmuur gestaan, gelijck gij hare hoeck keijsteenen noch kunt sien".